# Днепропетровский дом органной и камерной музыки
Днепропетровский дом органной и камерной музыки (укр. Дніпропетровський будинок органної та камерної музики) — концертный зал в городе Днепре, центр музыкальной культуры Днепропетровской области, один из действующих органных залов Украины. Расположен в здании Свято-Николаевского (Брянского) собора, по адресу проспект Сергея Нигояна, дом 66.

## История
Собор был построен на средства Брянского металлургического завода (совр. Днепровский завод). Автором проекта был Георгий Туровец, епархиальный архитектор Полтавской губернии.
В 1987 году в соборе был установлен 12-тонный орган фирмы «В. Зауэр». В помещении зала выступали такие музыканты как Гарри Гродберг, Ольга Басистюк и другие.
По вопросу передачи помещения церкви прошло 21 судебное заседание. В 2006 году представители органной фирмы посетили город. По их заключению, перенос инструмента на другое место оценивается в 163 тысячи евро.
В марте 2011 года здание органного зала перешло в собственность общины православной церкви, которая по условиям мирового соглашения, утверждённого Хозяйственным судом Днепропетровской области 26 августа 2010 года, обязуется обеспечивать беспрепятственное функционирование Дома органной и камерной музыки. По заверениям управляющего Днепропетровской епархией митрополита Иринея, орган останется нетронутым в верхней части храма до тех пор, пока в городе не будет построен органный дом музыки, куда его смогут перенести.
С 14 марта 2013 года совершаются регулярные богослужения в подвальном помещении храма.

## Галерея
- Николаевская церковь (1915)
- Иконостас Николаевской церкви (1915)
- Иконостас Николаевской церкви (1915)
- Фасад Дома органной музыки
- Боковой вид на здание